# Ahmed Al-Yassi
Ahmed Al-Yassi (Arabic:أحمد الياسي) (sinh ngày 31 tháng 7 năm 1988) là một cầu thủ bóng đá người Các Tiểu vương quốc Ả Rập Thống nhất. Hiện tại anh thi đấu cho Al Nasr.